# Фукусима (префектура)
Фуку́сима или Фукуси́ма (яп. 福島県 Фукусима-кэн) — префектура Японии, которая находится в регионе Тохоку. Площадь префектуры составляет 11 636,28 км², население — 1 038 364 человека (1 августа 2014), плотность населения — 89,24 чел./км². Фукусима - третья по площади префектура страны. Административный центр — город Фукусима.

## География
Префектура поделена горами на три региона — Айдзу, Накадори и Хамадори. В Айдзу преобладает гористый ландшафт во главе с действующим вулканом Бандай (1816 м), Накадори славится своими сельскохозяйственными достижениями, а Хамадори знаменит долгой и затяжной войной двух родов за право обладания этим регионом.

## Административно-территориальное деление
В префектуре Фукусима расположено 13 городов и 13 уездов (31 посёлок и 15 сёл).

### Города
Список городов префектуры:
| - Айдзувакамацу; - Дате; - Иваки; - Китаката; - Корияма; | - Минамисома; - Мотомия; - Нихоммацу; - Сиракава; - Сома; | - Сукагава; - Тамура; - Фукусима. |

Наиболее известным городом Фукусимы является город Фукусима (после аварии на атомной электростанции в марте 2011). Также известен Иваки, основанный в 645 году. В Иваки 350 тысяч жителей, он является десятым в стране по размеру территории.
Другой известным город — Айдзувакамацу, в котором в 1868 году произошла одна из важнейших битв войны Босин — битва при Айдзу. В ходе сражения 19 молодых участников проигрывавшей стороны совершили ритуальное самоубийство. В городе находится ныне отреставрированный замок Айдзу-Вакамацу, полуразрушенный во время войны.
У Айдзувакамацу есть менее знаменитый «сосед» — город Китаката, который известен не своей военной историей, а кулинарной достопримечательностью — китакатским рамэном. Ради него нередко приезжают из соседних префектур, а то и других островов.

### Уезды
Посёлки и сёла по уездам:
| - Дате; - Кавамата; - Кори; - Куними; - Адати; - Отама; - Ивасе; - Кагамииси; - Тэнъэй; - Минамиайдзу; - Минамиайдзу; - Симого; - Тадами; - Хиноэмата; | - Яма; - Бандай; - Инавасиро; - Китасиобара; - Нисиайдзу; - Каванума; - Айдзубанге; - Югава; - Янайдзу; - Онума; - Айдзумисато; - Канеяма; - Мисима; - Сёва; | - Нисисиракава; - Идзумидзаки; - Накадзима; - Нисиго; - Ябуки; - Хигасисиракава; - Самегава; - Танагура; - Ханава; - Ямацури; - Исикава; - Асакава; - Исикава; - Тамакава; - Фурудоно; - Хирата; | - Тамура; - Михару; - Оно; - Футаба; - Каваути; - Кацурао; - Намиэ; - Нараха; - Окума; - Томиока; - Футаба; - Хироно; - Сома; - Иитате; - Синти. |

## Экономика
Прибрежные районы традиционно специализируются на рыбном промысле и промысле морских растений, а также на атомной энергетике, в то время как удалённые от берега районы преимущественно специализируются на сельском хозяйстве. Благодаря фукусимскому климату здесь круглый год выращивается большое количество разнообразных плодовых растений. К ним относятся груши, персики, вишня, виноград и яблоки.
В Фукусиме также выращивается рис, который в купе с чистой высокогорной водой используется для производства сакэ.
Также развита химическая промышленность, транспортная и ИТ-индустрия.

## История

### Землетрясение 11 марта 2011 года
У побережья префектуры Мияги в 373 километрах северо-восточнее Токио произошло одно из самых сильных землетрясений за последние годы с магнитудой 8,9. Очаг залегал на глубине 24 километров. За первым толчком последовало еще несколько мощных подземных толчков магнитудой свыше 6,0, эпицентр одного из них находился всего в 67 километрах от Токио. Магнитуда самого сильного афтершока составила 7,1.
После землетрясения были отдельные сообщения о серьезных повреждениях инфраструктуры, в том числе прорыва плотины Фудзинума. Землетрясение также вызвало мощное цунами, обрушившееся на восточное побережье префектуры и вызвавшее массовые разрушения и гибель людей.
В течение двух лет после землетрясения, 1817 жителей префектуры Фукусима были либо признаны погибшими или пропали без вести в результате землетрясения и цунами.
Японские власти ввели режим чрезвычайной ситуации в районе АЭС «Фукусима-1» и «Фукусима-2».
Нештатные ситуации возникли сразу на АЭС «Онагава», «Фукусима-1» и «Фукусима-2». В контрольном помещении первого реактора «Фукусимы-1» уровень радиации превышен в тысячу раз. В результате взрыва 12 марта 2011 года на блоке АЭС обрушились потолок и стена. По решению правительства Японии зона эвакуации населения вокруг первого и второго энергоблоков АЭС расширена с 10 км до 30 км.

### Авария на АЭС Фукусима-1

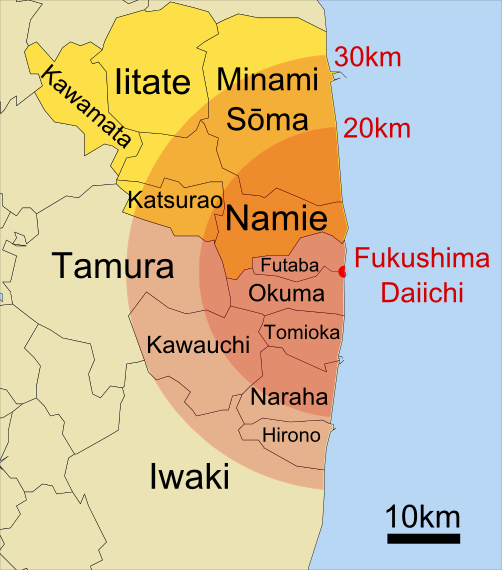
Первоначально радиус зоны отчуждения составлял 30 километров, и увеличивался на северо-запад до 45 км. С 2011 и до 2019 года радиус зоны отчуждения уменьшился до 10 км и до 35 километров на северо-запад. Карты с обновлённой информацией

В связи с аварией на АЭС Фукусима-1 в префектуре Фукусима сильнее всего пострадал регион Хамадори. Его центральная часть входит в Фукусимскую зону отчуждения, созданную в 2011 году. Первоначально радиус зоны отчуждения составлял 30 километров, он увеличивался на северо-запад до 45 км, так как во время катастрофы в ту сторону дул ветер. В связи с дезактивацией пострадавших земель, проводимой с 2011 года, уровень радиации в воздухе в префектуре Фукусима значительно снизился по сравнению с апрелем 2011 года. По состоянию на 2019 год обеззараживание и дезактивация земель префектуры завершено во всех районах, за исключением фукусимской зоны отчуждения. В префектуре Фукусима некоторые районы обеззараживаются национальными правительственными учреждениями, а другие — муниципальными учреждениями. С 2011 и до 2019 года радиус зоны отчуждения значительно уменьшился до 10 км и до 35 километров на северо-запад до северных границ посёлка Намиэ и небольшого южного района села Иитате. После пересмотра закона о специальных мерах по реконструкции и возрождению Фукусимы (май 2017 года) национальное правительство смогло определить специальные зоны для реконструкции и возрождения (SZRR). В зоны по данному закону входят населённые пункты или их части, которые сегодня по состоянию на 2019 год входят в фукусимскую зону отчуждения: посёлок Футаба, посёлок Окума, посёлок Намиэ, посёлок Томиока, село Кацурао, село Иитате. Пересмотренный закон будет сосредоточен на проведении дезактивации и развитии инфраструктуры обозначенных зон с целью создания условий для отмены эвакуации и возвращения жителей.

### Эвакуированные населённые пункты входящие в Фукусимскую зону отчуждения
- Футаба — приказ об эвакуации был отменён 4 марта 2020 года, но только на северо-востоке посёлка, а также в районе железнодорожной станции Футаба[22][23][24].
- Окума — с 10 апреля 2019 приказ об эвакуации был отменён, но по состоянию на 2019 года «труднодоступная территория» по-прежнему занимает большую часть посёлка (приказ об эвакуации отменён только на юго-западе посёлка)[25][26][27].
- Намиэ — приказ об эвакуации был отменен 31 марта 2017 года, но по состоянию на 2019 года «труднодоступная территория» по-прежнему занимает большую часть посёлка (приказ об эвакуации отменён только на юго-востоке посёлка)[26][28]
- Томиока — приказ об эвакуации 1 апреля 2017 года был отменен, за исключением небольшого «труднодоступного района» на северо-востоке, и возвращение жителей разрешено[29].
- Кацурао — на 90 % село пригодно для возвращения жителей (за исключением небольшого «труднодоступного района» на северо-востоке)[13][14].
- Каваути — c 2014 года все ограничения на проживание в селе были сняты[26].
- Нараха — приказ об эвакуации 5 сентября 2015 года был отменен и возвращение жителей разрешено[30].
- Иитате — эвакуация была отменена 1 апреля 2017 года, за исключением небольшого района на юге Иитате, граничащего с соседним посёлком Намиэ, который остается практически полностью закрытой зоной. Однако только треть бывших жителей выразили намерение вернуться обратно[31].
- Кавамата — эвакуация отменена.

## Символика
Эмблема и флаг префектуры были введены 23 октября 1968 года. Эмблема представляет собой стилизованный символ хираганы «фу» (яп. ふ), то есть первый слог названия префектуры. Флаг представляет собой белую эмблему на янтарном фоне.
Цветком префектуры в 1955 году выбрали рододендрон короткоплодный. Деревом избрали серый вяз (28 сентября 1966), а птицей — японскую мухоловку (1965).